# Quella dannata pattuglia
Quella dannata pattuglia è un film del 1969 diretto da Roberto Bianchi Montero.

## Trama
Nella Campagna del Deserto durante la Seconda Guerra Mondiale, il capitano Clay cerca di far saltare il deposito carburante di una postazione Tedesca. A fronteggiare lui e i suoi uomini c'è l'equipaggio di un aereo nemico.